# Sebastian Mrowka
Sebastian Mrowka (6 maggio 1992) è un bobbista tedesco.

## Biografia
Prima di dedicarsi al bob, Mrowka ha praticato l'atletica leggera nelle discipline veloci prevalentemente a livello regionale. Compete nel bob dal 2013 come frenatore per la squadra nazionale tedesca. Debuttò in Coppa Europa nel gennaio 2015 e nella stagione 2015/2016 vinse 6 gare che permisero al suo pilota Johannes Lochner di vincere la graduatoria generale di quell'anno. Si distinse inoltre nelle categorie giovanili vincendo la medaglia d'oro nel bob a quattro ai mondiali juniores di Winterberg 2016 con Lochner, Joshua Bluhm e Matthias Sommer.
Esordì in Coppa del Mondo nella stagione 2016/17, il 4 dicembre 2016 a Whistler, occasione in cui colse anche il suo primo podio nel bob a quattro. Alla sua terza gara, l'8 gennaio 2017 ad Altenberg, ottenne anche la sua prima vittoria sempre con Lochner e gli altri frenatori Joshua Bluhm e Christian Rasp.
Ha partecipato ai campionati mondiali di Igls 2016 giungendo settimo nel bob a quattro con Lochner, Sommer e Bluhm mentre agli europei vanta una medaglia d'oro conquistata nel bob a quattro a Winterberg 2017 con Lochner, Bluhm e Rasp.
Ha vinto inoltre il titolo nazionale 2017 nel bob a quattro.

## Palmarès

### Europei
- 1 medaglia:
  - 1 oro (bob a quattro a Winterberg 2017).

### Mondiali juniores
- 1 medaglia:
  - 1 oro (bob a quattro a Winterberg 2016).

### Coppa del Mondo
- 4 podi (tutti nel bob a quattro):
  - 3 vittorie;
  - 1 terzo posto.

#### Coppa del Mondo - vittorie
| Data            | Luogo        | Paese    | Disciplina                                                             |
| --------------- | ------------ | -------- | ---------------------------------------------------------------------- |
| 8 gennaio 2017  | Altenberg    | Germania | a quattro con Johannes Lochner (pilota), Joshua Bluhm e Christian Rasp |
| 15 gennaio 2017 | Winterberg   | Germania | a quattro con Johannes Lochner (pilota), Joshua Bluhm e Christian Rasp |
| 14 gennaio 2018 | Sankt Moritz | Svizzera | a quattro con Johannes Lochner (pilota), Joshua Bluhm e Christian Rasp |

### Campionati tedeschi
- 1 medaglia:
  - 1 oro (bob a quattro a Schönau am Königssee 2017[1]).

### Circuiti minori

#### Coppa Europa
- 9 podi (1 nel bob a due, 8 nel bob a quattro):
  - 7 vittorie (1 nel bob a due, 6 nel bob a quattro);
  - 1 secondo posto (nel bob a quattro);
  - 1 terzo posto (nel bob a quattro).